# Albert von Beger

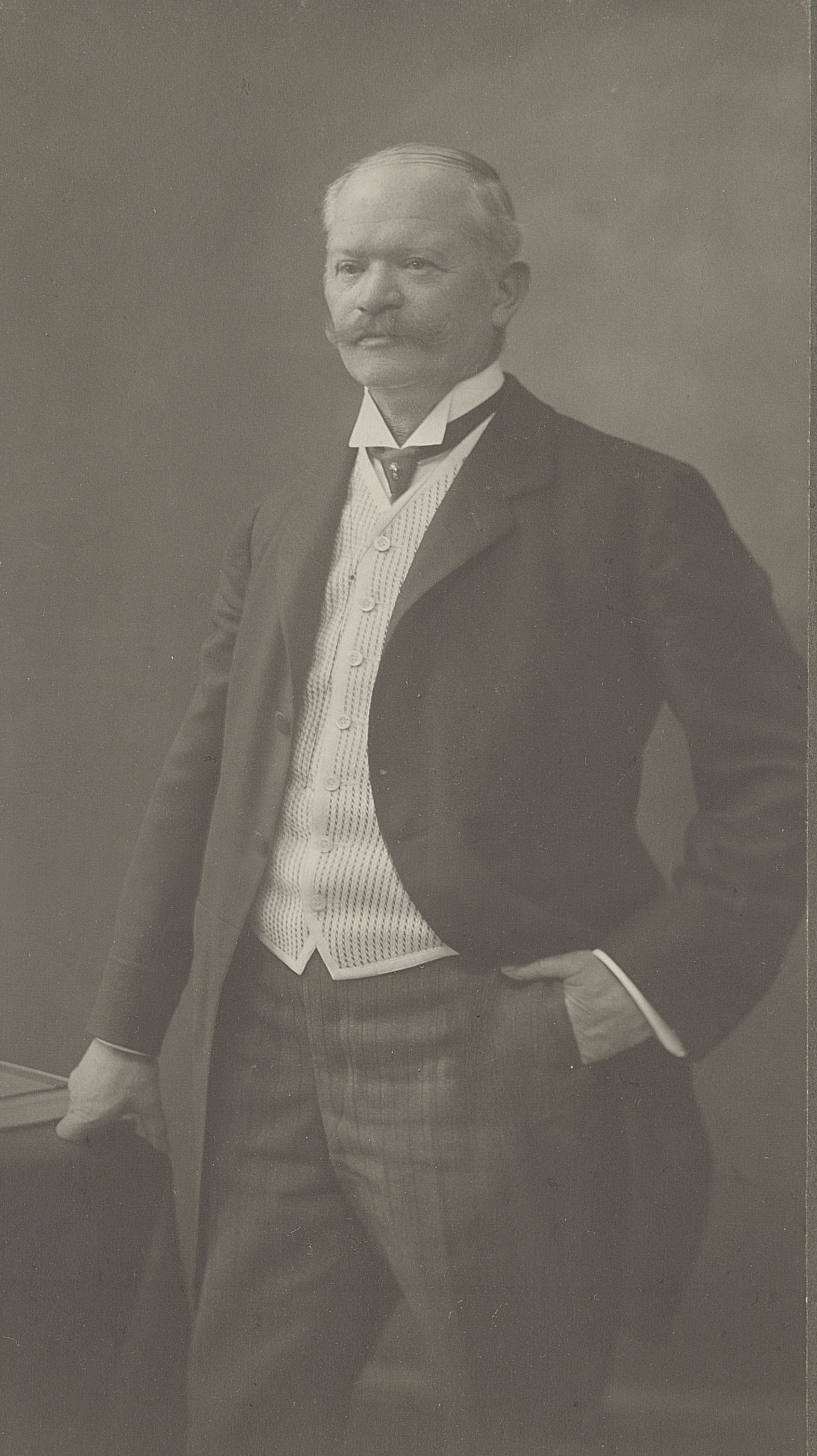
Albert von Beger, Foto von Hubert Lill

Albert Beger, später Albert von Beger, (* 11. März 1855 in Geislingen an der Steige; † 14. August 1921 in Stuttgart) war ein württembergischer Architekt und Baubeamter (Baudirektor). 

## Leben
Beger studierte am Polytechnikum Stuttgart und war dort Mitglied des Akademischen Architekten-Vereins. Nach Abschluss seiner praktischen Ausbildung trat er bei der königlich württembergischen Domänendirektion in den Staatsdienst ein. Zuletzt war er von 1913 bis 1920 Baudirektor und Leiter der Bauabteilung der Domänendirektion. Er entwarf in Württemberg die Pläne für zahlreiche öffentliche und auch private Gebäude, hauptsächlich Schulen und Verwaltungsbauten, u. a. das Justizgebäude in Tübingen.

## Bauten und Entwürfe

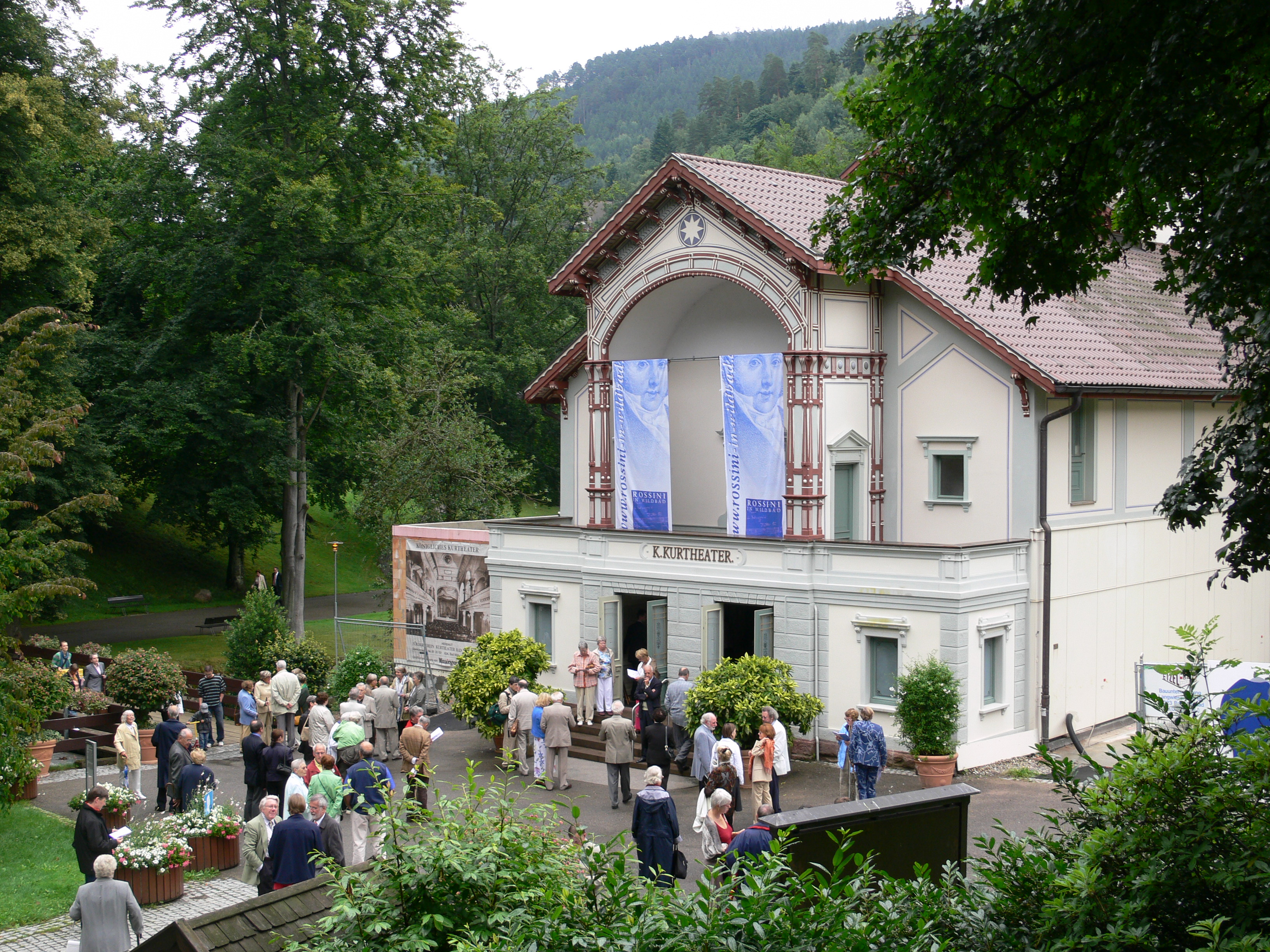
Kurtheater in Wildbad

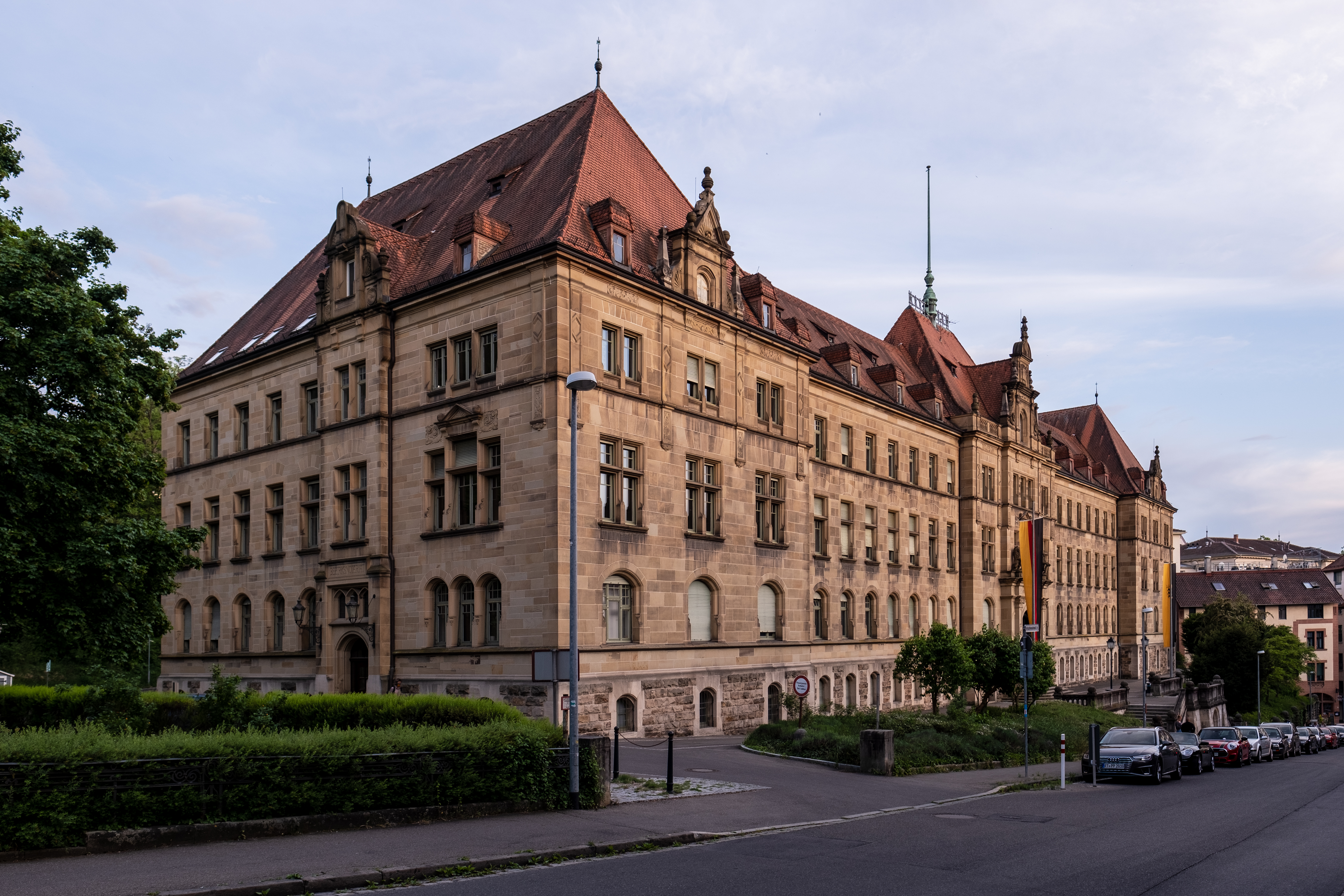
Justizgebäude in Tübingen

- 1895–1896: Haus der Burschenschaft Germania in Tübingen, genannt „Bierkirchle“ (1929 abgerissen)[2]
- 1897–1898: Umbau des Kurtheaters in Bad Wildbad
- 1900–1902: Geologisch-mineralogisches und Zoologisches Institut in Tübingen, Sigwartstraße 10 / Hölderlinstraße 12
- 1902–1905: Justizgebäude für das Landgericht Tübingen und das Amtsgericht Tübingen[3]
- um 1905: Verwaltungsgebäude der königlich württembergischen Domänendirektion und königlich württembergischen Forstdirektion in Stuttgart, Militärstraße (zerstört)
- 1907–1909: Evangelisches Lehrerseminar in Backnang (heute Mörikeschule)
- 1910–1912: Evangelisches Lehrerseminar in Heilbronn
- vor 1913: Arbeitersiedlung der Saline Wilhelmshall in Kochendorf
- ab 1912: HNO-Universitätsklinik in Tübingen

## Auszeichnungen
Beger wurde von König Wilhelm II. in den persönlichen Adelsstand erhoben.